# ヴィシェフラド民族墓地

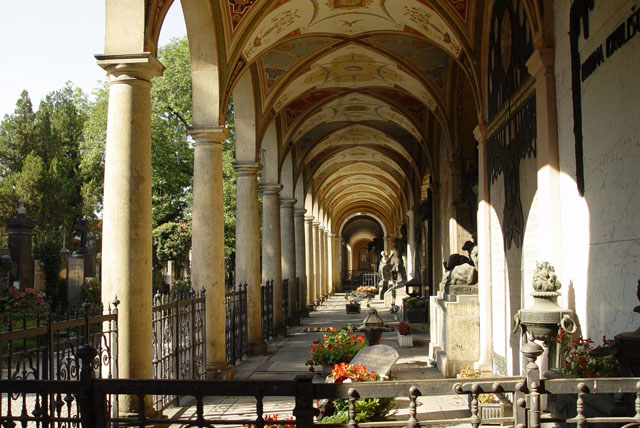
墓地の廻廊

ヴィシェフラド民族墓地(Vyšehradský hřbitov)は、チェコのヴィシェフラドにある墓地である。

## 概要
チェコで民族主義が高まる19世紀、リブシェの伝説などで民族ゆかりの場所と考えられたヴィシェフラドに民族墓地をつくろうという運動が起こった。もともとこの墓地はヴィシェフラドの教区墓地であったが、運動によって民族に貢献した人々を葬る地として定められたものである。
その規模はささやかなものであるが、内部には絵画の施された廻廊があり、墓も墓石が名高い彫刻家の手になる彫像であったりするなど、墓地全体があたかも一つの美術館であるかのような様相になっている。

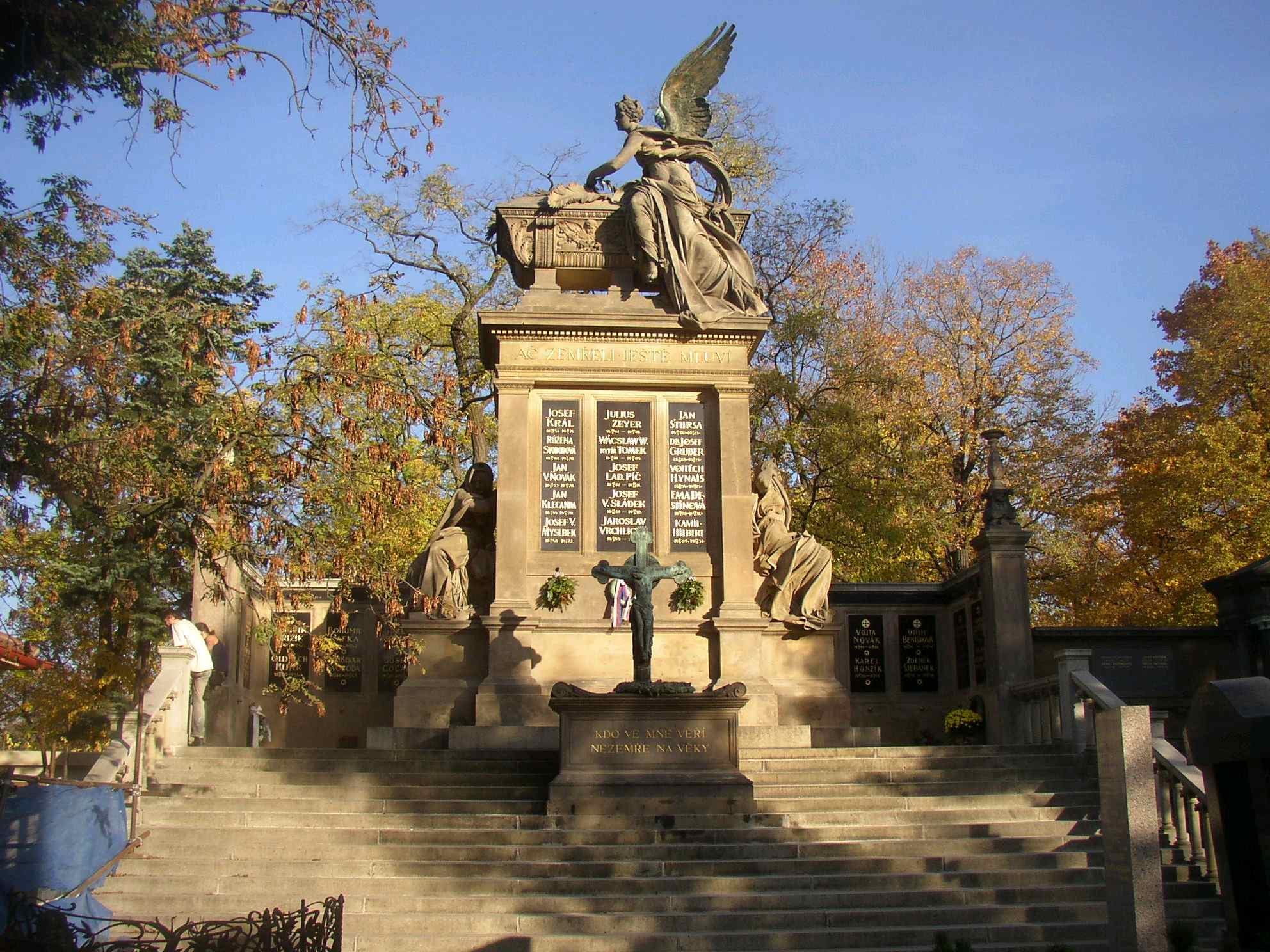
スラヴィーン

## ヴィシェフラドのスラヴィーン
スラヴィーン(Slavín)は、民族に貢献したとくに優れた人々のための記念碑的な霊廟である。19世紀末にアントーニン・ヴィールによってつくられた。(w:cs:Slavín (hrobka))

## ここに葬られた人々
- ベドルジハ・スメタナ
- アントニン・ドヴォルザーク
- ラファエル・クーベリック
- ヤン・ネルダ
- ヤロスラフ・ヘイロフスキー
- カレル・チャペック
- アルフォンス・ミュシャ
- ヨゼフ・ヴァーツラフ・ミスルベク
- ヴィレーム・クルツ
- カレル・アンチェル
- ヨーゼフ・ビカン
- ハナ・マシュコヴァー
- オタカル・オストルチル
- カレル・ヒネク・マーハ